# Erich Kunisch
Erich Kunisch (* 12. April 1929 in Frauwalde, heute Großkmehlen; † 7. April 2003 in Gotha) war ein deutscher Maler und Künstler.

## Leben
Erich Kunisch wuchs in Frauwalde (Brandenburg) als Sohn einer Mittelstandsfamilie auf. In früher Kindheit traf er auf den kriegsverwundeten Heimatmaler Joseph Stoll und den Kunstmaler Walter Besig. Erich Kunisch verbrachte aufgrund von, nach in Jugendjahren aufgetretener Epilepsie, verordneten Naturaufenthalten die meiste seiner Freizeit mit Stoll. Dadurch lernte er beide Maler und das genaue Beobachten der Natur kennen und bekam Zugang zur Malerei. Nebenbei war er während der Schulzeit Chormitglied an der Hochschule für Musik "Carl Maria von Weber" Dresden.
Zunächst verdiente sich Kunisch als Schmiedelehrling sein erstes Geld, während er nebenbei kleinere Landschaftsbilder fertigte. Besondere Inspiration erhielt Kunisch allerdings durch die Teilnahme an künstlerischen Zirkeln, wie beispielsweise in Hoyerswerda unter der Leitung des Bildhauers Jürgen von Woyski oder in Dresden an der „Hochschule für bildende Kunst“. In dieser Zeit entstand unter Anleitung eines Dresdner Kunstmalers das Ölbild „Tizians Tochter“.
Kunisch eignete sich die Herstellung von Plastiken, Relief- sowie Kupfertreib- und Kupferätzarbeiten an, um seinen Horizont auf der künstlerischen Schiene zu erweitern. 1971 zog er zur Ehefrau nach Riesa und war dort hauptberuflich am damaligen Stahl- und Walzwerk beschäftigt. Auch hier nahm er wiederum an einem Kunstzirkel teil, der von dem anerkannten Riesaer Kunstmaler Paul Häusler geleitet wurde.
Durch seine vielen Erfahrungen begann er im Jahr 1991 selbst Kunstzirkel zu leiten und gab seine erworbenen Kenntnisse an die jüngeren Generationen weiter. Einige seiner Exponate wurden zunächst im Klubhaus Riesa ausgestellt. Die besten Werke, wie auch sein Werk Moritzburger Wald von 1992, gelangten danach zur Dauerausstellung nach Tschechien in die Stadt Kuschbeck, einer Partnerstadt von Riesa. Noch heute sind im Städtischen Zentrum für Geschichte und Kunst Exponate von Erich Kunisch ausgestellt.
Im Juni 1996 lernte Kunisch auf einer Ausstellung in Berlin die amerikanische Galeristin Dietburg Gregg kennen, worauf er ein Jahr später in Birmingham, Michigan, seine erste Ausstellung auf amerikanischem Boden hatte, obwohl der amerikanische Geschmack eher für die Moderne liegt.
Trotzdem blieb Erich Kunisch immer heimatverbunden. Die meisten seiner Werke schuf er in Thüringen, besonders in der Region um die Drei Gleichen. 1995 zog der Landschaftsmaler nach Günthersleben und Wechmar. Hier eignete sich Kunisch zusätzlich die Schnitzerei von Masken aus Baumrinde an, wovon die meisten in dem dortigen Heimatmuseum ausgestellt werden. Weitere Werke sind in Gotha und Mühlberg ausgestellt.
Im Alter von 73 Jahren starb der vielseitige Künstler mit einem Fundus an Kenntnissen über Öl-, Aquarell- und Porträtmalerei bis hin zu Treib-, Ätz- und Modellierarbeiten aus Kupfer, Messing und Holz nach einem schweren Krankheitsleiden im Krankenhaus Gotha.

## Werke (Auswahl)
- Ölgemälde "Tizians Tochter"
- Kupfertreibarbeit "Wildschwein im Ausstand"
- Winterlandschaft bei Annaberg - Buchholz
- Moritzburger Wald
- Ehemaliges Schloß von Günthersleben (Ehemaliges Wasserschloss)
- Thomassteine im Elbsandsteingebirge
- Tiefenauer Teiche bei Riesa
- Great Lakes (Waterford, Michigan, USA)

| Personendaten    | Personendaten                |
| ---------------- | ---------------------------- |
| NAME             | Kunisch, Erich               |
| KURZBESCHREIBUNG | deutscher Maler und Künstler |
| GEBURTSDATUM     | 12. April 1929               |
| GEBURTSORT       | Frauwalde                    |
| STERBEDATUM      | 7. April 2003                |
| STERBEORT        | Gotha                        |